# الیصابات
اِلیصابات (اِلیزابت/الیسابت) یا ایشاع (اشیاع) همسر زکریا، و نخستین کسی است که پیامبری او را تصدیق کرد. او از دختران هارون کاهن یهودی و از خویشاوندان مریم مادر عیسی است.

## ریشهٔ نام
الیصابات، برگرفته از واژه عبری الیشبا یا اِلیشِوَع یا اِلِیشابع است که در زبان یونانی به صورت الیزابت تغییر شکل داده است. معنای این واژه در زبان عبری جملهٔ «خداوند سوگند من است» یا «خدا او را قسم خورد» می‌باشد. لغت الیشو از دو بخش «اِلی» به معنی «خدای من» و شِوَ به معنی سوگند و «بازگشت» است. اسم‌هایی چون الیصابات، الیزابت، ایزابل و ایزابلا و الیسا از این اسم مشتق گشته‌اند.

## زندگی
الیاصابات نازا بود و نمی‌توانست برای زکریا فرزندی بیاورد. امّا به روایت انجیل، سرانجام با دعای زکریا، قوت خداوند بر زکریا سایه افکند و او در سنین پیری صاحب فرزندی به نام یحیی شد که به تعمیددهنده مشهور است. نام الیصابات در بسیاری از اسفار دینی و نیز اناجیل مشکوک و نیز انجیل لوقا ذکر گشته است.
انجیل روایت می‌کند که وقتی مریم به عیسی حامله بود، به دیدار الیصابات رفت و جنین در شکم مادر به جنبش درآمد  چرا که از حضور مریم شاد شد.
کلیسای کاتولیک، ارتدوکس، و پروتستان، الیصابات را قدیسه می‌دانند.